# Vernon Subutex, 1
Vernon Subutex, 1 es una novela de Virginie Despentes publicada en ediciones Grasset. Es el primer tomo de una serie de tres tomos; el segundo tomo fue publicado en junio de 2015, el tercer tomo en mayo de 2017.
En esta novela, el héroe principal Vernon Subutex, un antiguo vendedor de discos parisino expulsado de su domicilio como consecuencia de la quiebra de su tienda, contacta a sus viejos amigos uno a uno para encontrar alojamiento por algunas noches en casa de cada uno de ellos.

## Escritura de la novela
Vernon Subutex es la octava novela de Virginie Despentes. La autora dijo haber tenido la idea de escribir esta novela viendo «que la gente a su alrededor se encuentra en situaciones complicadas al llegar a los cincuenta». Se esfuerza en presentar «todas las clases sociales» de la sociedad francesa actual que califica de «triste» y «depresiva». 
El nombre del personaje principal, Subutex, hace referencia al nombre comercial de la buprenorfina, substancia utilizada para el tratamiento de la dependencia a los opiáceos como la heroína. El nombre de Vernon hace referencia a uno de los seudónimos del escritor Boris Vian: Vernon Sullivan.

## Recopilación
Vernon Subutex es uno de los vendedores de discos más célebres de París de los años 1980, pero, como consecuencia de la crisis del disco, tiene que cerrar su tienda. Desde entonces, pasivo y apocado, vive durante un momento de las ayudas sociales evitando al máximo salir de su casa, y pasa los días navegando en internet.
Uno de sus amigos, Alex Bleach, célebre cantante de rock, le ayuda de vez en cuando financieramente para pagar su alquiler hasta que fallece brutalmente. Antes de morir, el cantante le confía a Vernon una grabación creada bajo los efectos de la droga. Esto trae como consecuencia el ser activamente investigado por varios personajes. Vernon, sin ninguna fuente de ingresos, es expulsado de su piso. Decide entonces solicitar la ayuda de sus viejos amigos que había perdido de vista, en su mayoría desde hacía varios años, con el pretexto de estar en París solo «de paso» pues había reconstruido su vida en Canadá. 
Es albergado por personajes radicalmente diferentes, que fueron en su mayoría sus amigos de juventud: desde el tranquilo padre de familia a la actriz pornográfica, pasando por un hombre brutal que no puede dejar de golpear a su mujer, cada uno de los personajes lo alberga algunos días. A Vernon Subutex se le agotan las soluciones, sin dinero, sin medios de comunicación y en la calle. Vive junto a una sin techo que lo inicia a la supervivencia urbana.

## Personajes
Varios otros personajes secundarios aparecen de manera implícita en la novela: por ejemplo unos militantes de extrema derecha, una joven musulmana que lleva el velo, un corredor de bolsa cocainómano, una modelo transgénero brasileña y hasta un guionista.

## Adaptación audiovisual
Una adaptación para la televisión de la obra de Virginie Despentes fue producida por Canal+, realizada por Cathy Verney y estrenada en el año 2019. Romain Duris encarna el rol de Vernon Subutex, el héroe de la novela.

## Premio y distinciones
- El Premio Anaïs-Nin 2015[6]
- El premio Landerneau 2015[7]
- El premio La Coupole 2015[8]

## Ediciones
- Ediciones Grasset, 2015,  (ISBN 978-2-246-71351-7).
- El Libro de bolsillo, 2016, 432 p.,  (ISBN 978-2-253-08766-3).